# 9990 Niiyaeki
A 9990 Niiyaeki (ideiglenes jelöléssel (9990) 1997 SO17) a Naprendszer kisbolygóövében található aszteroida. T. Okuni fedezte fel 1997. szeptember 30-án.